# Alexander Sorge
Alexander Sorge (* 21. April 1993 in Leipzig) ist ein deutscher Fußballspieler.

## Karriere
Sorge begann seine Karriere in der Jugend von SV Lipsia 93 Eutritzsch, wo er bis zu seinem Wechsel zum FC Sachsen Leipzig (2005) aktiv war. Für den Verein aus dem Leipziger Stadtteil Leutzsch war er bis zum Jahr 2009 aktiv, ehe er sich dem neugegründeten Stadtrivalen RB Leipzig anschloss. Bei RasenBallsport Leipzig war er in verschiedenen Jugendmannschaften eingesetzt und wurde zu Beginn der Saison 2012/13 Teil des Kaders der zweiten Mannschaft des Vereins. Später war er Kapitän der Mannschaft und es gelang der Aufstieg in die Oberliga Nordost als Meister der Sachsenliga (2014) sowie der Aufstieg in die Regionalliga Nordost als Meister der Oberliga Nordost (2015). In der Saison 2015/16 stand der Innenverteidiger am fünften Spieltag der 2. Bundesliga im Kader der ersten Mannschaft von RB Leipzig beim Spiel gegen den 1. FC Union Berlin. Er kam jedoch nicht zum Einsatz und wurde in der restlichen Saison auch nicht mehr für den Kader der ersten Mannschaft nominiert.
Anfang Juni 2016 gab der FSV Zwickau die Verpflichtung von Alexander Sorge zur Saison 2016/17 bekannt. Sein erstes Spiel für den Drittligaaufsteiger absolvierte er am ersten Spieltag der Saison 2016/17 beim 2:2-Unentschieden der Sachsen gegen die zweite Mannschaft des 1. FSV Mainz 05. Am 27. September 2016 zog sich Sorge bei einem Zweikampf im Training einen Kreuzbandriss zu und fiel für den Rest der Saison aus.
Im Anschluss an die Drittligasaison 2018/19 verließ der Verteidiger den FSV Zwickau nach drei Jahren und unterschrieb einen Einjahresvertrag mit Option auf ein weiteres Jahr beim in die Regionalliga Bayern aufgestiegenen Türkgücü München. Bei den Münchnern spielte Sorge eine durchwachsene Saison, in deren Verlauf er zu nur 12 Ligaspielen kam, es gelang nach der Saisonunterbrechung aufgrund der COVID-19-Pandemie (Regionalliga Bayern 2019–21) der Aufstieg in die 3. Liga. Dort wurde der Innenverteidiger in der Saison 2020/21, nachdem er zunächst vier Spiele ohne Einsatz im Kader stand, ab Spieltag 7 zum Stammspieler und verpasste fortan nur noch das Spiel gegen SV Waldhof Mannheim aufgrund einer Gelbsperre. 33 Spiele und 2 Ligatore waren das Ergebnis einer für den Verein – mit drei Trainerwechseln – turbulenten Saison. In der folgenden Spielzeit wurde der Verein dann nach dem 26. Spieltag wegen Insolvenz vom Spielbetrieb abgemeldet und Sorge war plötzlich vereinslos.
Am 1. Juni 2022 gab dann der FC Erzgebirge Aue die Verpflichtung des Spielers bekannt.
Anfang September 2023 wechselte er in die Regionalliga Südwest zu den Kickers Offenbach.

## Erfolge
RB Leipzig II
- 2014: Aufstieg in die Oberliga Nordost als Meister der Sachsenliga
- 2015: Aufstieg in die Regionalliga Nordost als Meister der Oberliga Nordost

Türkgücü München
- 2020: Aufstieg in die 3. Liga als Meister der Regionallig Bayern (bei Abbruch)
- 2021: Bayerischer Toto-Pokal-Sieger